# Atrax (Lapith)
Atrax (altgriechisch Ἄτραξ Átrax) ist eine Gestalt der griechischen Mythologie.
Laut Stephanos von Byzanz ist er der Sohn des Flussgottes Peneios und der Bura, der Tochter des Ion mit der Helike. Er ist der eponyme Heros der thessalischen Stadt Atrax. Antoninus Liberalis, der sich auf Nikandros aus Kolophon beruft, nennt ihn als Vater des Lapithen Kaineus, der ursprünglich als Mädchen namens Kainis zur Welt kam. Vermutlich ist er auch Vater der Lapithin Hippodameia, der Gemahlin des Peirithoos, denn Ovid nennt sie Atrakis.